# Prîbîtkî, Ovruci
Prîbîtkî (în ucraineană Прибитки) este un sat în comuna Novi Velidnîkî din raionul Ovruci, regiunea Jîtomîr, Ucraina.

## Demografie
Componența lingvistică a localității Prîbîtkî
     Ucraineană (99,84%)
     Alte limbi (0,16%)
Conform recensământului din 2001, majoritatea populației localității Prîbîtkî era vorbitoare de ucraineană (99,84%), existând în minoritate și vorbitori de alte limbi.